# شهرستان دوخوفنیتسکی
شهرستان دوخوفنیتسکی (به لاتین: Dukhovnitsky District) یک شهرستان در روسیه است که در استان ساراتوف واقع شده‌است.